# Danmarks Radios symfoniorkester
Danmarks Radios symfoniorkester, (danska:DR Symfoniorkestret) är en av världens äldsta radiosymfoniorkestrar och den äldsta av Danmarks Radios ensembler.
Orkestern debuterade vid en studiokonsert den 28 oktober 1925 med 11 musiker. Under de följande åren utvidgades orkestern flera gånger och 1931 bestod den av 58 fast anställda musiker, tillräckligt för de dagliga sändningarna. Vid torsdagskonserterna med symfonisk repertoar utökades orkestern med vikarierande musiker.
År 1927 gjorde orkestern sin första offentliga konsert och från 1928 blev dessa regelbundet återkommande. Från 1933 gavs de namnet Torsdagskonserter. Efter hand kom det att bli dirigenterna Nicolai Malko och Fritz Busch, som satte sin prägel på torsdagskonserterna och därmed på orkestern. Efter många års planeringsarbete, med orkesterns ordförande, solooboisten Waldemar Wolsing, i spetsen, utökades orkestern 1948 till 92 musiker och blev därmed Skandinaviens största symfoniorkester. Under dirigenten Lamberto Gardellis och radions programdirektör Hans Jørgen Jensen utvidgades orkestern ytterligare till 99 musiker.
I februari 2011 beslutades att den spanske dirigenten Rafael Frühbeck de Burgos skulle överta tjänsten som chefsdirigent efter Thomas Dausgaard från hösten 2012.

## Orkesterns kapellmästare och chefsdirigenter
Kapellmästare
- Launy Grøndahl 1925–1956
- Emil Reesen 1927–1936
- Erik Tuxen 1936–1957
- Thomas Jensen 1957–1963

Chefsdirigenter
- Herbert Blomstedt 1967–1977
- Jan Krenz 1979–1982
- Hans Graf 1983–1985
- Lamberto Gardelli 1986–1988
- Leif Segerstam 1988–1995
- Ulf Schirmer 1995–1998
- Gerd Albrecht 1999–2004
- Thomas Dausgaard 2004–2012
- Rafael Frühbeck de Burgos 2012–2014
- Fabio Luisi 2014–